# 道警シリーズ
『道警シリーズ』（どうけいシリーズ）は、佐々木譲による日本の警察小説のシリーズ。
北海道警裏金事件後の北海道警察の警察官たちを主人公とした作品。第1作「笑う警官」は映画化され、2009年秋に公開された。また、TBS系列の2時間ドラマ「月曜ゴールデン」枠にて、本シリーズを原作とした財前直見主演の『北海道警察』シリーズが、2011年秋より放送されている。

## 概要
シリーズ執筆のきっかけ
角川春樹に「『マルティン・ベックシリーズ』のような警察小説を書きませんか」と持ちかけられたことが発端となり、道警に取材を始めた時、道警関係者から稲葉事件と裏金事件について耳にする。当初は半信半疑であったが、取材中に両事件が相次いで発覚、関係者の自殺・証言者となりうる人物の変死が続き、それまで警察小説を「警察官vs犯罪者・犯罪組織」としか考えていなかったが、2つの事件を経て「警察個人vs警察組織」の対立という構造もあることに気付かされ、執筆のきっかけとなった。
作品の特徴
作者が、警察個人と組織の対立という構造を強く意識して執筆が開始されたシリーズであるため、最初の3作ではいずれも、個人と組織の闘いが様々な形で描かれている。またいずれの作品も、主要人物たちが2つ以上の事件を並行して捜査している。

## 登場人物

### 主な登場人物
年齢は『笑う警官』時のもの。小島百合のように年齢が変更されたものも記載。
佐伯 宏一（さえき こういち）
本作の主人公。
札幌大通署刑事課二係。警部補。44歳。おとり捜査での過酷な体験を通じ、津久井とは共に心から信用し合っている。その時のおとり捜査が原因となり、PTSDなどを発症したため妻と離婚した。サックスが得意で道警の音楽隊に所属していた。
婦人警察官殺し（以下、婦警殺し）での非正規な捜査が問題となり、大きな事件には関わらせてもらえなくなる。また本来なら主任（係長）になれる立場だが、特殊対策班のチームリーダーという閑職に追いやられている。一方でかつて担当したおとり捜査の裏と郡司事件の裏に隠されていた新事実を知り、同じく疑惑を抱いていた刑事や弁護士と内密に連絡を取って調査に乗り出す。
新宮 昌樹（しんぐう まさき）
札幌大通署刑事課二係。巡査。20代半ば→31歳（『人質』）。
裏金事件が原因で稚内署地域課から、捜査経験が無いまま札幌大通署刑事課へ異動、佐伯の相棒兼部下となる。佐伯と同じく特殊対策班に追いやられ、大きな事件には関わらせてもらえなくなったが刑事を続けられていることに満足している。
父親も警察官であり佐伯とは顔見知りだった。前島に人質にされた際、毅然とした態度で助けてくれた佐伯に憧れ深く信頼するようになった。しかし佐伯が内密で追っているヤマには「今は」関わらせてもらえないでいる。
ナンパしたり合コンに参加しようとしたりと恋愛には積極的。年齢も階級も主要人物たちと比べると下のため、周囲には頼りない印象を持たれているが、クライマックスには何かと活躍しており、刑事らしい顔つきになってきている。
ドラマ版では未登場。佐伯と行動を共にするのは小島となっている。
津久井 卓（つくい すぐる）
本作のもう一人の主人公格。
道警本部生活安全部銃器薬物対策課（『笑う警官』）。巡査部長。34歳。かつては郡司警部の部下であり本部生活安全部の銃器対策課に勤務していた。
基本的に敬語で話すため物腰が柔らかい人物のように思えるが、悪党に対しては辛らつな態度を取ることも。後輩である新宮に対しては敬語は使わない。
百条委員会で郡司事件及び道警の数々の不正について証言した結果、警察学校営繕担当に異動させられるという懲罰人事を受ける（「警察庁から来た男」）。しかし警察庁の捜査に協力したことで警務部の教養課に配属され、拳銃の扱いを指導する教官になった（「警官の紋章」）。翌年には風当たりも弱まったことで名目上、帯広署の刑事となった（「巡査の休日」）。しかし事件解決後には、監視の意味も込めて警務部の教養課に戻された（密売人）。
基本的に佐伯とは別の事件を追っているため行動を共にすることはない。彼が組むのは、その話に登場するゲストキャラクターとなる。
小島 百合（こじま ゆり）
札幌大通署生活安全課総務係。巡査→巡査部長（『人質』）。35歳前後（笑う警官）→32歳前後（警官の紋章）。離婚歴があるが子供はない。剣道は三段、射撃操作は中級の腕前。
新宮に対しては何かとお姉さん風を吹かす。そんな新宮からの第一印象は「お局」。パソコンの扱いに長けているが本人曰く「パソコンではなく警視庁データベースの達人」とのこと。
婦警殺し以来、佐伯とは食事などを共にするようになるが、佐伯が奥手なのに加え口下手なため今一歩進展しない。本来なら巡査部長試験を受けるはずだったが、婦警殺しの非正規な捜査が問題となって資格を失った。後にそれも免除され巡査部長となる。
佐伯と津久井が合同で捜査をすることはないが、小島だけは両者の間を行き来して組んだことがある。
ドラマ版では主人公を務め、津久井との関りが深いのも佐伯ではなく彼女となっている。

### その他の人物
長正寺 武史（ちょうしょうじ たけし）
北海道警察本部機動捜査隊班長。警部。短く刈った髪に角ばった頬をしており、格闘技に長けていると思わせる雰囲気を持つ。
登場頻度は少ないものの『笑う警官』から登場しており、その後も何度か姿を見せている。あまりストーリーには絡まない立場だったが、「密売人」では津久井を機動捜査隊に引き抜くため自ら出張ってきている。
杓子定規に縄張り意識が強く、自分が担当する事案に佐伯が絡んでいると忌々しそうにしたこともあった。だが『人質』では佐伯に協力を求めるなど決して頭の固い人間というわけではない。
滝本 浩樹（たきもと ひろき）
北海道警察本部機動捜査隊。『人質』から登場し、津久井の相棒兼部下となる。新宮とは友人同士。
伊藤 成治（いとう せいじ）
札幌大通署刑事課二課課長→係長（『憂いなき街』）。警部。元々は違う警察署にいたが大通署に異動となり佐伯の上司となる。佐伯より2歳年上。
身長180センチ、100キロに至る肥満体で医者からダイエットを勧められている有様。上司としては温厚であり、佐伯の心情を斟酌して気遣ってくれることが多い。
世界設定を同じくする『暴雪圏』にも「伊藤克人」という課長が登場しているが別人である。
塚本 一平（つかもと いっぺい）
札幌大通署生活安全課総務係。巡査部長。小島百合の相棒。
ストーリーにはさほど関わらず、主に冒頭で百合が担当した事案に同行する形で登場する。
安田（やすだ）
ジャズバー「ブラックバード（BLACK BIRD）」のマスター。年齢は70に近い（『憂いなき街』）。元警察官だがヤクザの女とデキるという不祥事を起こし、40代で退職することとなり今の仕事を始めた。その素行ゆえに煙たがる警察官は多く、「ブラックバードには近づくな」と部下に言う上司もいる。安田と同年代の元同僚たちには「辞めた安田の店」と認識されている。
『笑う警官』では佐伯たちに店内の一角を貸し与え、裏の捜査本部として協力した。以後も登場しているがストーリーには直接的には関わらないポジションとなっている。
村瀬 香里（むらせ かおり）
キャバ嬢（『警官の紋章』）→美容学校の生徒（『巡査の休日』）→美容師（『人質』）。年齢は20代前半。
背の高い美人系だが中身は明るい性格のお調子者。キャバ嬢だった頃、客からストーカー被害に遭っており、危うく殺されるところだったが百合に助けられたことで「お姉さん」と呼んで懐くようになった。
警察官とつき合っており、ストーカー事件解決後はキャバ嬢をやめて昼の仕事に就くようになった。その後、美容師の資格を取って札幌のホテルにある美容室に勤務する。
郡司 徹（ぐんじ とおる）
元北海道警察本部生活安全部銃器対策課。警部。
拳銃摘発を始めに数々の実績を挙げたエースだが、自作自演だった上に覚醒剤を密売していたことを内部告発され、現在は服役中。そのため本人は登場しないが、劇中ではたびたび名前が出てくる。
各巻のストーリーは多かれ少なかれ「郡司事件」が絡んでいる。

## 用語
佐伯と津久井が組んだおとり捜査
タイ人娼婦の連続殺人が発生。道警が重い腰を上げて捜査に乗り出すも、人身売買を牛耳っているのが暴力団だと判明、一斉摘発をしようとおとり捜査を計画。警察官に見えず、新規に風俗店営業を始めようとする軟派な雰囲気のある男、という条件で佐伯と津久井が選ばれた。この任務は予想以上に過酷を極め、任務終了後、佐伯は荒んだ酒の飲み方をするようになり、妻と離婚、津久井は極度のPTSDに陥った。
『警察庁から来た男』では佐伯も知らなかった真実が明かされることとなる。
郡司事件（ぐんじじけん）
拳銃摘発数日本一を誇り、道警本部生活安全部の捜査員だった郡司徹の不祥事。郡司は数多くの拳銃を不法所持し、麻薬の密売買にも手を染めていたことが判明。犯罪検挙により、現場の捜査官に支払われるべき報奨費が警察幹部の裏金としてプールされ、エス（情報を提供してくれる協力者）を繋ぎとめておくことが困難になった故の行動だったとされる。
単なる個人の暴走に留まらず、道警全体の裏金事件に発展しかねなかったため、郡司の口を塞ごうとする動きも見られ、裁判の際には、周りが防弾ガラスで囲まれるという厳重警備が敷かれた。この事件がきっかけとなり、一人を同じセクションに長く留めておかないよう人事異動が活発化し、長年現場を経験したベテランたちの現場離れなどの弊害も生まれた。
なお、郡司が逮捕されて間もなく彼の上司が公園のトイレで、エスは留置場で首を吊っている。また公判中、郡司は「自分は上層部の命令に従っただけだ」と喚き散らしたとされており、事実確認のため直属の部下だった津久井卓巡査部長が百条委員会に招致されることとなった。
小樽港事件
覚醒剤密輸入事件を解決するべく北海道警察本部はおとり捜査を開始。これによって北朝鮮の貨物船船長と船員の2人が逮捕された。押収された覚醒剤は12キログラムにも及んだという。
前島興産事件
佐伯と新宮が『笑う警官』の冒頭にて担当していた盗難車不法輸出事件。主犯である前島博信は佐伯によって逮捕されたが、本部預かりとなり、後に釈放された。以後、前島は北海道から姿を消した。
道警最悪の一週間
主に『笑う警官』の時系列を指す。具体的には郡司警部が逮捕されてから五か月が過ぎ、まだ公判中だった頃、自殺者や他殺者が相次いで出た時期を指す。
4月10日、羽幌署の地域課警察官、笠井寛司巡査部長が焼尻駐在所で拳銃自殺。翌日には道警本部生活安全部防犯総務課の婦警、水村朝美巡査が他殺体で発見された。道警本部は水村朝美殺しの犯人を恋人だった津久井卓巡査部長と判断。本部内手配とし、射殺命令を出した。その翌朝、石岡生活安全部長が飛び降り自殺をした。更にその日は、百条委員会に召集された津久井が「郡司警部の暴走は組織が容認したことであり、個人の不祥事ではない」と証言。午後には警察庁の首席監察官が道警本部に入り、幹部たちが厳しい事情聴取を受けた。その五日後（4月17日）には日比野一樹警部が乗る車が列車と接触し事故死している。

## シリーズ作品
- うたう警官（文庫改題：笑う警官）
  - 単行本：2004年12月10日発売、角川春樹事務所、ISBN 4-7584-1045-3
  - 文庫本：2007年5月15日発売、ハルキ文庫、ISBN 978-4-7584-3286-3（巻末解説：西上心太）
- 警察庁から来た男
  - 単行本：2006年12月25日発売、角川春樹事務所、ISBN 47584-1075-5
  - 文庫本：2008年5月15日発売、ハルキ文庫、ISBN 978-4-7584-3339-6
- 警官の紋章
  - 単行本：2008年12月19日発売、角川春樹事務所、ISBN 978-4-7584-1120-2
  - 文庫本：2010年5月15日発売、ハルキ文庫、ISBN 978-4-7584-3475-1（巻末解説：細谷正充）
- 巡査の休日
  - 単行本：2009年10月15日発売、角川春樹事務所、ISBN 978-4-7584-1145-5
  - 文庫本：2011年5月14日発売、ハルキ文庫、ISBN 978-4-7584-3554-3（巻末解説：西上心太）
- 密売人
  - 単行本：2011年7月29日発売、角川春樹事務所、ISBN 978-4-7584-1176-9
  - 文庫本：2013年5月15日発売、ハルキ文庫、ISBN 978-4-7584-3734-9
- 人質
  - 単行本：2012年12月17日発売、角川春樹事務所、ISBN 978-4-7584-1207-0
  - 文庫本：2014年5月13日発売、ハルキ文庫、ISBN 978-4-7584-3822-3
- 憂いなき街
  - 単行本：2014年4月26日発売、角川春樹事務所、ISBN 978-4-7584-1234-6
  - 文庫本：2015年8月7日発売、ハルキ文庫、ISBN 978-4-7584-3930-5
- 真夏の雷管
  - 単行本：2017年7月15日発売、角川春樹事務所、ISBN 978-4-75841307-7
  - 文庫本：2019年7月13日発売、ハルキ文庫、ISBN 978-4-75844274-9 （解説：池上冬樹）